# Ліа Ніл
Ліа Ніл (англ. Leah Neale, нар. 1 серпня 1995, Іпсвіч, Квінсленд, Австралія) — австралійська плавчиня, срібна призерка Олімпійських ігор 2016 року.

## Виступи на Олімпійських іграх
| Олімпіада           | Дисципліна             | Місце |
| ------------------- | ---------------------- | ----- |
| Ріо-де-Жанейро 2016 | 4×100 м вільним стилем | 2     |
| Токіо 2020          | 4×100 м вільним стилем | 3     |